# Palma Sola (Formosa)
Palma Sola é um município da Argentina, localizada na província de Formosa.